# Aristias collinus
Aristias collinus är en kräftdjursart. Aristias collinus ingår i släktet Aristias och familjen Aristiidae. Inga underarter finns listade i Catalogue of Life.